# Конкавада
Конкавада (порт. Concavada)  —  район (фрегезия) в Португалии,  входит в округ Сантарен. Является составной частью муниципалитета  Абрантеш. По старому административному делению входил в провинцию Рибатежу. Входит в экономико-статистический  субрегион Медиу-Тежу, который входит в Центральный регион. Население составляет 734 человека на 2001 год. Занимает площадь 19,89 км².